# Доманюв (гміна)
Гміна Доманюв (пол. Gmina Domaniów) — сільська гміна у південно-західній Польщі. Належить до Олавського повіту Нижньосілезького воєводства.
Станом на 31 грудня 2011 у гміні проживало 5365 осіб.

## Площа
Згідно з даними за 2007 рік площа гміни становила 94.31 км², у тому числі:
- орні землі: 91.00%
- ліси: 0.00%

Таким чином, площа гміни становить 18.01% площі повіту.

## Населення
Станом на 31 грудня 2011:
| Опис     | Загалом | Загалом | Чоловіки | Чоловіки | Жінки | Жінки |
| -------- | ------- | ------- | -------- | -------- | ----- | ----- |
| одиниця  | осіб    | %       | осіб     | %        | осіб  | %     |
| все      | 5365    | 100     | 2651     | 49.41    | 2714  | 50.59 |
| міське   | 0       | 100     | 0        |          | 0     |       |
| сільське | 5365    | 100     | 2651     | 49.41    | 2714  | 50.59 |

## Сусідні гміни
Гміна Доманюв межує з такими гмінами: Борув, Олава, Стшелін, Сехніце, Вйонзув, Журавіна.